# Aberdeen (Canada)
Aberdeen is een plaats (town) in de Canadese provincie Saskatchewan en telt 527 inwoners (2006).